# 8×56mmR

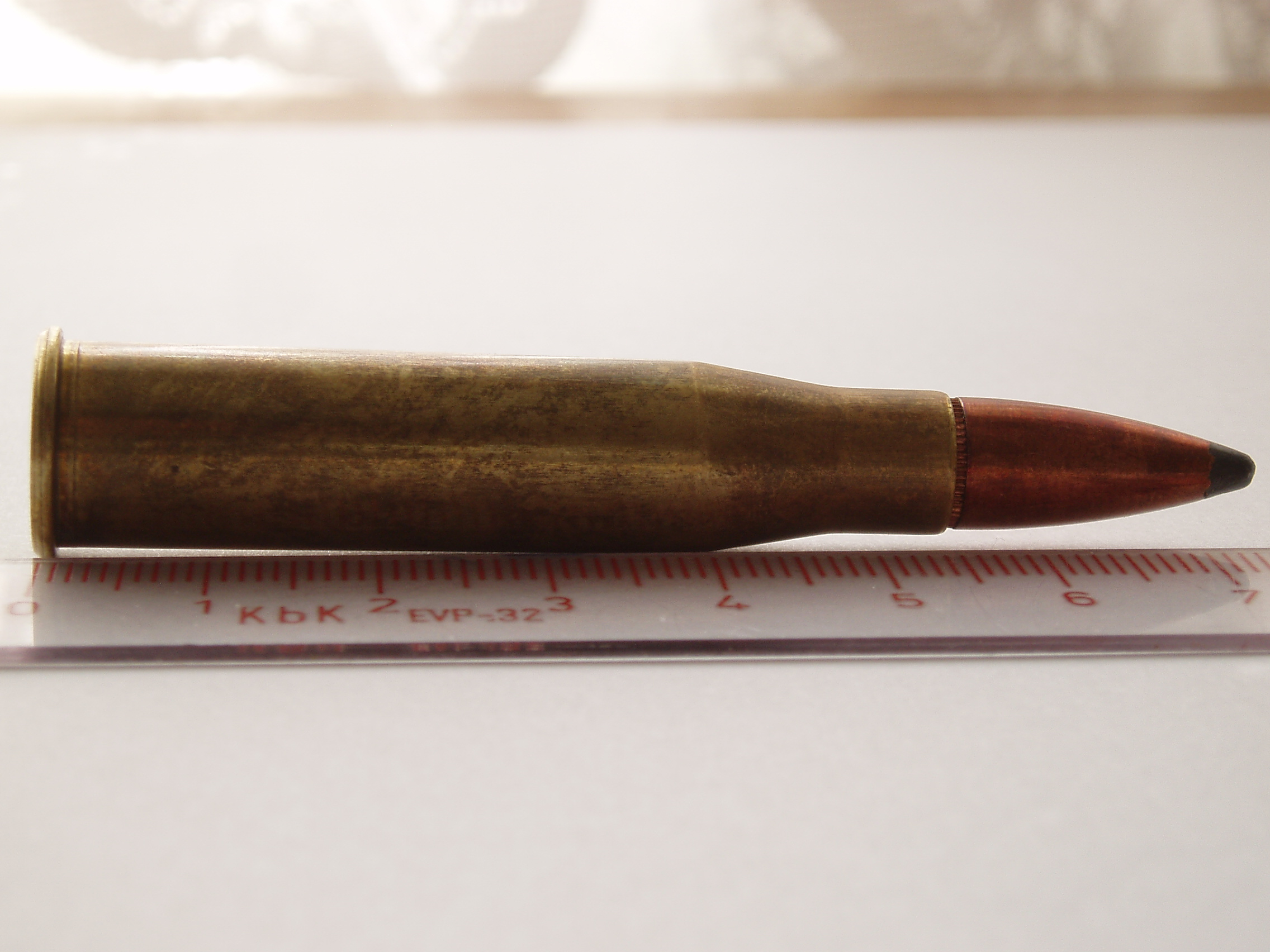
Cartucho comercial com bala de ponta macia.

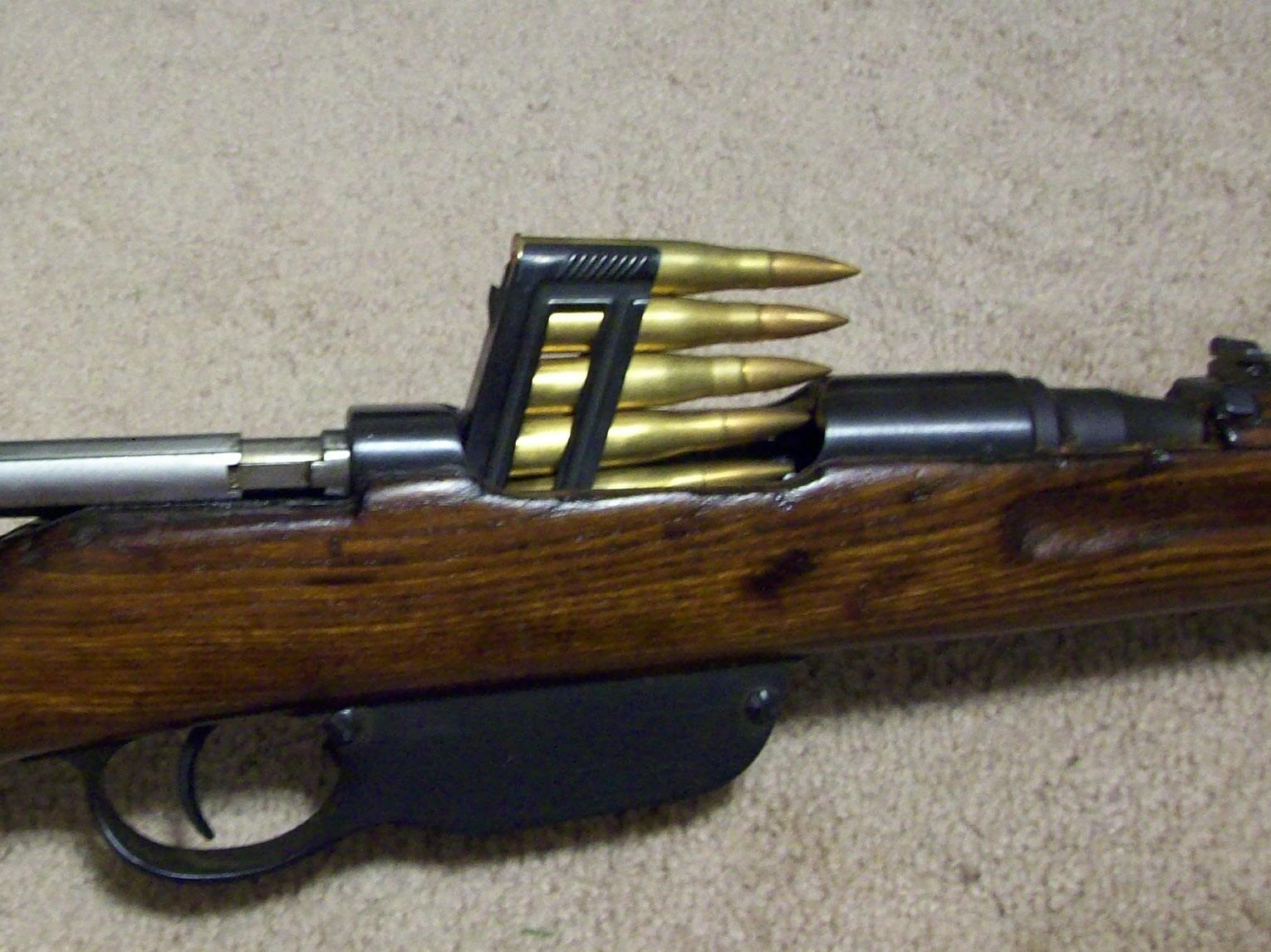
Cartuchos 8×56mmR sendo carregados em um fuzil Mannlicher M1895 via clipe em bloco.

O cartucho 8×56mmR ou 8×56mmR M30S (designação civil C.I.P.) foi adotado no ano de 1930 pela Primeira República Austríaca, em 1931 pelo Reino da Hungria e em 1934 pelo Reino da Bulgária como substituto do cartucho 8×50mmR Mannlicher.

## História
Foi originalmente criado para a metralhadora leve Steyr-Solothur como M30. Posteriormente, o cartucho foi adotado para uso em fuzis em 1931 como M31, para substituir o cartucho 8×50mmR Mannlicher. O cartucho atualizado coincidiu com uma atualização do fuzil Mannlicher M1895, na qual o comprimento do cano foi reduzido e a câmara foi recortada para aceitar o novo cartucho, e foi o cartucho escolhido pela Hungria para o fuzil FÉG 35M como substituto do Mannlicher M1895. O 8×56mmR também foi usado em versões atualizadas de metralhadoras austríacas e húngaras, como a Solothurn 31M e a Schwarzlose 07/31M. A partir de 1934, tornou-se o cartucho militar padrão do Reino da Bulgária.
Essa muniçãofoi produzida em diversas fábricas e países, incluindo Áustria, Alemanha, Bulgária e checoslováquia.

## Produção atual
O 8×56mmR é atualmente produzido pela Hornady e pela Prvi Partizan para vendas comerciais. Não é mais utilizado por nenhuma força militar organizada. Embora muitos Stutzen Modelo 1895/30 tenham sido importados para os Estados Unidos e vendidos em varejistas como a Big-5, o preço do cartucho ainda é muito mais alto do que a maioria dos outros cartuchos excedentes de fuzil, como o 7,62×54mmR e o .30-06 Springfield (7,62×63mm), tornando o 8×56mmR muito caro para o atirador médio.